# Plesiodactylactis laevis
Plesiodactylactis laevis är en korallart som först beskrevs av Enrica Calabresi 1928.  Plesiodactylactis laevis ingår i släktet Plesiodactylactis och familjen Cerianthidae. Inga underarter finns listade i Catalogue of Life.